# GOH HOTODA
GOH HOTODA（ゴウ・ホトダ、本名：保土田 剛（読み同じ）、1960年 - ）は、日本の音楽プロデューサー、ミックスエンジニア。妻はNOKKO。東京都国立市出身。

## 経歴
1960年、東京都で生まれる。父親は彫刻家の樋口シン、母親は声楽家。1970年、家族でアメリカに渡り、幼少期をワシントンD.C.で過ごす。中学生時代は東京の祖母の家で暮らす。
1979年に再び渡米し、シカゴのPSスタジオでアルバイトの電話番に始まり、アシスタント・エンジニアとして、数多くのジャズやブルースのレコーディングを経験する。
1980年、数多くのハウス・ミュージックのミックスを手がける。
1985年から1986年にかけて、ロサンゼルス、ニューヨークを旅して、著名な音楽プロデューサーから指導を受ける。
1987年から拠点をニューヨークに移し、多くの楽曲にハウス・ミュージックのミックスを手掛ける。
1990年にマドンナと出会い、シングル『ヴォーグ』、アルバム『エロティカ』、ベスト・アルバム『ウルトラ・マドンナ〜グレイテスト・ヒッツ』（The Immaculate Collection）のミックスを手掛ける。同年イギリスに渡り、デペッシュ・モードのアルバム・ミックスを担当。
その後、ニューヨークに帰った後にも多くの作品のミックスを手掛ける。中でも、チャカ・カーンのアルバム『ウーマン・アイ・アム』（The Woman I Am）はグラミー賞最優秀女性ソロR&Bアルバム賞を受賞する。このアルバムをきっかけに多くのR&Bのアーティストのミックスを手掛けるようになる。
また、ニューヨークで坂本龍一に出会い、YMO再生アルバム『テクノドン』のミックスを担当する。後の東京ドームのコンサートにも4人目のメンバーとして、ステージに立つ。
1998年、宇多田ヒカルの1stアルバム『First Love』のレコーディング、ミックスを担当。その後、宇多田の3枚のアルバムのミックス、全国ツアーの音響監督を務める。2004年のUtada名義のアルバム『EXODUS』のミックスも担当する。
1999年、フランス・パリに渡り、アルジェリア人の歌手FAUDELをプロデュースする。同年にレバノン、エジプトまで活動の範囲を広げ、アラブ系の歌手・アーティストのプロデュースを手掛ける。2001年までニューヨークとフランスで活動する。
2000年、マーカス・ミラーとプロデュースしたデイヴィッド・サンボーンのアルバム『Inside』がグラミー賞最優秀コンテンポラリー・ジャズ・パフォーマンス賞を受賞する。
2001年、仕事を通じ10年来の付き合いのあったNOKKOと結婚する。2003年に音楽ユニット「NOKKO and GO」を結成。アルバム『宇宙のコモリウタ』を発表する。
2005年、静岡県熱海市に活動拠点を移し、自宅地下にプライベート・スタジオ「Studio GO and NOKKO」を開設。
2006年8月1日、第1子となる長女が誕生。
2013年9月4日、ORANGE RANGEのメンバーNAOTOとHIROKIによるユニットプロジェクト「naotohiroki&karatesyatems」のアルバム『Travel Sounds』収録の「Whatis．．．feat. Toots Hibbert，多和田えみ」でミックスを担当。
2015年11月25日、松任谷由実のベスト・アルバム『日本の恋と、ユーミンと。-GOLD DISC Edition-』収録「気づかず過ぎた初恋（Extra Winter Version）」でミックスを担当。2016年、前年の「気づかず過ぎた初恋（Extra Winter Version）」での仕事を買われ、オリジナル・アルバム『宇宙図書館』で一部楽曲のレコーディング、ミックスを担当する。2018年4月11日に発売されたベスト・アルバム『ユーミンからの、恋のうた。』では全曲のマスタリングを担当。音楽プロデューサーの松任谷正隆から「楽曲が3Dになったような感覚」と高く評価された。松任谷正隆からの全幅の信頼を受け、同年9月24日にユーミンの全ディスコグラフィが配信された際や、2019年9月18日にハイレゾ配信された際も全てのマスタリングを担当した。
2024年、レコーディングから47年間お蔵入りとなっていたリンダ・キャリエールのアルバム『Linda Carriere』を、アルファミュージックに保管されていたマルチテープを用い、当時のプロデューサー細野晴臣立ち合いのもとミックスを手掛け、商品化が実現。CDはアルファミュージックの創立記念日にあたる7月17日、アナログ盤はアルファミュージック創立55周年プロジェクトの一環として8月3日にそれぞれ発売。6月18日には各サブスクリプションサービスにて、アルバム収録曲「Socrates」の配信がスタートした。